# Eric Lamaze
Eric Lamaze (Montreal, 17 de abril de 1968) es un jinete canadiense que compitió en la modalidad de salto ecuestre.
Participó en tres Juegos Olímpicos de Verano, obteniendo en total tres medallas: dos en Pekín 2008, oro en la prueba individual y plata por equipos (junto con Gillian Henselwood, Ian Millar y Malcolm Cone), y bronce en Río de Janeiro, en la prueba individual.
Ganó una medalla de bronce en el Campeonato Mundial de Saltos Ecuestres de 2010 y cuatro medallas en los Juegos Panamericanos entre los años 1999 y 2015.

## Trayectoria
Comenzó a practicar el salto ecuestre a la edad de doce años. En 1992 disputó sus primeras pruebas de nivel Grand Prix. Se clasificó para participar en los Juegos Olímpicos de Atlanta 1996, pero no pudo competir porque fue suspendido al dar positivo en un control antidopaje por cocaína.
En los Juegos Olímpicos de Pekín 2008, montando al caballo Hickstead, se proclamó campeón de la prueba individual, al ganar el desempate final al sueco Rolf-Göran Bengtsson con una serie sin derribos. Además, en la prueba por equipo consiguió la medalla de plata. En Londres 2012 quedó en la quinta posición en la prueba por equipos, y en Río de Janeiro 2016 obtuvo la medalla de bronce en la prueba individual y el cuarto lugar por equipos.
En 2010 fue nombrado «Jinete del año» por el International Jumping Riders Club.

## Palmarés internacional
| Juegos Olímpicos     | Juegos Olímpicos           | Juegos Olímpicos  | Juegos Olímpicos |
| Año                  | Lugar                      | Medalla           | Categoría        |
| -------------------- | -------------------------- | ----------------- | ---------------- |
| 2008                 | Hong Kong (China)          | Medalla de oro    | Individual       |
| 2008                 | Hong Kong (China)          | Medalla de plata  | Por equipos      |
| 2016                 | Río de Janeiro (Brasil)    | Medalla de bronce | Individual       |
| Campeonato Mundial   |                            |                   |                  |
| Año                  | Lugar                      | Medalla           | Categoría        |
| 2010                 | Lexington (Estados Unidos) | Medalla de bronce | Individual       |
| Juegos Panamericanos |                            |                   |                  |
| Año                  | Lugar                      | Medalla           | Categoría        |
| 1999                 | Winnipeg (Canadá)          | Medalla de bronce | Por equipos      |
| 2007                 | Río de Janeiro (Brasil)    | Medalla de plata  | Por equipos      |
| 2007                 | Río de Janeiro (Brasil)    | Medalla de bronce | Individual       |
| 2015                 | Toronto (Canadá)           | Medalla de oro    | Por equipos      |